# Robert H. Perry
Robert H. Perry (1924 – 1978) è stato un ingegnere statunitense.
Docente all'University of Oklahoma tra il 1958 e il 1964, e preside del dipartimento di ingegneria chimica nella stessa università tra il 1961 e il 1963; insegnò anche all'Università di Rochester e del Delaware.
Fu direttore del programma dell'ambiente di ricerca post laurea alla National Science Research Foundation, e consulente di varie istituzioni delle Nazioni Unite; dedicò gli ultimi anni della vita allo studio delle conseguenze delle tecnologie nel cinquantennio successivo, occupandosi di energia, industria metallurgica e mineraria, trasporti e comunicazione, medicina, produzione alimentare e ambiente.
La sua opera più nota è il Perry's Chemical Engineers' Handbook, considerato un testo fondamentale dell'ingegneria chimica, edito in origine (dalla 1ª alla 3ª edizione) dal padre John H. Perry, e dallo stesso Robert Perry, dalla 4ª (1963) alla 5ª edizione (1973).
Morì investito da un'auto nel 1978 quando aveva quasi completato la 6ª edizione del Chemical Engineers' Handbook, attualmente edito (a partire dalla 7ª edizione) da Don W. Green.